# Valkyrie 17
Valkyrie 17 is een computerspel dat werd ontwikkeld door George Stone. Het spel werd in 1985 uitgebracht door de Commodore 64. Het spel is een adventure.